# 山西商報
山西商報（さんせいしょうほう）は山西省太原市で発行される地域経済総合紙である。親会社は太原日報である。生活面、経済面において特色があり、山西省では最大の発行部数を誇る。